# Кибицфенстер
Кибицфенстер (од   — „осматрати, знатижељно посматрати, бацити поглед на туђе карте” и   — „прозор”) је посебно направљен прозор истурен на згради да би се кроз њега могло видети више него кроз обичан прозор. Популаран је био у Војводини али се може видети и на зградама у Београду. У доба када девојке без пратње и у посебним приликама нису смеле излазити на улицу ово је био начин да се много тога види а да се не буде виђен.
Израз потиче из немачког језика и слободнији превод на српски језик би био „прозор за осматрање“.